# Zohar
Zohar (hebrejsko זהר Zohar - sijaj, sij) je najpomembnejše kabalistično delo. Je okultno tolmačenje tore (petih Mojzesovih knjig), napisano v srednjeveški aramejščini in srednjeveški hebrejščini. Vsebuje mistično razpravo o naravi boga, izvor in zgradbo Vesolja, naravo duš, greha, odrešitve, dobrega in zlega ter sorodne teme.
Zohar ni le ena knjiga, temveč skupina knjig. Te knjige vsebujejo svetopisemske razlage, kakor tudi teozofsko teologijo, mistično kozmogonijo, mistično psihologijo in v nekem smislu tudi antropologijo.

## Izvor
Po judovskem filozofu in zgodovinarju nemškega rodu Gershomu Scholemu (1897–1982) je večina Zoharja napisana v vzvišenem slogu aramejščine, ki so jo govorili v Palestini v 2. stoletju našega štetja. Zohar se je najprej pojavil v Španiji v 13. stoletju. Prvi ga je objavil judovski pisec in rabin Mojzes Ben Šem-Tov de Leon (okoli 1240–1305). Delo je pripisoval palestinskemu rabinu iz 2. stoletja Simeonu Bar Jokaju. Judovsko zgodovinopisje navaja, da se je rabin Simeon med rimskim preganjanjem skril v jamo za 13 let in s svojim sinom Eliezarjem raziskoval toro. V tem času naj bi ga navdihnil Bog, da napiše Zohar.
Zaradi dejstva, da je Zohar našel le en človek, rabin Leonski, in da se delo nanaša na dogodke po nastanku Talmuda, so od začetka dvomili v verodostojnost dela. Obstaja zgodba, da je po smrti Mosesa de Leona bogat mož iz Ávile po imenu Jožef ponudil vdovi, ki je ostala brez premoženja, veliko vsoto denarja za izvirnik, po katerem je njen umrli mož naredil kopijo. Tedaj je vdova priznala, da je bil resnični tvorec dela prav njen mož. Večkrat ga je vprašala, zakaj se je odločil in želel priznati drugemu lastna učenja. Vedno ji je odgovoril, da bi bil nauk iz ust Simeona bar Johaja lahko bogat vir zaslužka. Čeprav je zgodba neverjetna, dokazuje vsaj to, da so kmalu po nastanku nekateri verjeli, da ga je v celoti zapisal Moses de Leon.